# Knorkator
I Knorkator sono una band tedesca di Berlino che unisce l'heavy metal con elementi comici. La band è stata fondata nel 1994.

## Storia
Fino al 1998 sono stati attivi solamente nella zona di Brandeburgo ma nel 2000 i Knorkator guadagnarono notorietà grazie alla performance di Ick wer Zun Schwein che permette a loro di partecipare all'Eurovision Song Contest.
Il 14 giugno 2008, la band annuncia lo scioglimento esibendosi per l'ultima volta il 5 dicembre dello stesso anno a Berlino. Tuttavia nell'autunno del 2010 la band si riunisce. Seguirà un tour nell'aprile del 2011, nonché alcuni concerti a dei festival famosi come il Wacken Open Air. Il tour è stato chiamato "77 minutes tour", ed è stato progettato per essere lungo esattamente 77 minuti. Un orologio digitale contava i minuti ed è stato messo in scena per assicurarsi che il termine non fosse superato. Il nuovo album "Es werde Nicht" è stato pubblicato nel settembre 2011, seguito da un tour. Nel 2014 e nel 2015, hanno pubblicato altri due dischi, We Want Mohr e KnorkaTourette.

## Discografia

### CD
- 1997: The Schlechtst of Knorkator
- 1999: Hasenchartbreaker
- 2000: Tribute to uns selbst
- 2002: High Mud Leader
- 2003: Ich hasse Musik
- 2007: Das nächste Album aller Zeiten
- 2010: Knorkator – Mein Leben Als Single
- 2011: Es werde Nicht
- 2014: We Want Mohr
- 2015: KnorkaTourette

### DVD
- 2005: Zu alt
- 2008: Weg nach unten

### Singoli/EP
- 1995: A
- 1998: Böse
- 1999: Weg nach unten
- 1999: Buchstabe
- 2000: Ich lass mich klonen
- 2000: Komm wieder her
- 2003: Der ultimative Mann
- 2006: Wir werden
- 2007: Alter Mann
- 2007: www.einliebeslied.com
- 2008: Kinderlied